# RSZK MiG
A MiG Oroszországi Repülőgépgyártó Vállalat, röviden RSZK MiG (oroszul: РСК „МиГ“ – Российская самолётостроительная корпорация „МиГ“ / Rosszijszkaja szamoljotosztroityelnaja korporacija MiG) elsősorban harci repülőgépek tervezésével, fejlesztésével, gyártásával és javításával foglalkozó oroszországi vállalat. Központja Moszkvában található. A vállalathoz tartozó tervezőiroda (OKB) a szovjet időszakban OKB–155, majd Mikojan–Gurevics-tervezőiroda, később Mikojan-tervezőiroda néven működött. A vállalat által gyártott repülőgépek a MiG típusjelzést használják. Az orosz állami tulajdonú repülőgépgyárakat összefogó holding, az Egyesített Repülőgépgyártó Vállalat (OAK) része.

## Cégszerkezet
Az RSZK MiG nyílt részvénytársasági formában működő vállalat. Részvényeinek 100%-át az állami tulajdonú Egyesített Repülőgépgyártó Vállalat (OAK) birtokolja.
Az RSZK MiG részei:
- a Mikojan OKB Mérnöki Központ (az egykori OKB–155 tervezőiroda),
- a Pavel Voronyin nevét viselő Gyártóközpont, mely a cég moszkvai, luhovicai és kaljazini gyártóbázisait foglalja magában,
- az A. V. Fedotov nevét viselő kísérleti központ,
- valamint a gázturbinás sugárhajtóműveket előállító Csernisov Gépgyár, mely részvényeinek többségét (50%+1) 2008-tól az Egyesített Hajtóműgyártó Vállalat (ODK) birtokolja.

## Története
Fő gyártó bázisa az egykori 30. sz. moszkvai repülőgépgyár (GAZ–30), mely később a Znamja Truda Moszkvai Gépgyár (MMZ) nevet vette fel. A további gyártóbázisok a Moszkvához közeli Luhovici kisvárosban és a Tveri területen fekvő Kaljazinban találhatók. Az 1980-as években a MiG-repülőgépek többsége a Znamja Truda gyárban készült, a luhovici gyárban elsősorban a szárnyak gyártását végezték. A gyártóbázisokat egy vállalatban vonták össze, mely 1999 decemberében a Znamja Truda repülőgépgyár egykori vezérigazgatójának, Pavel Voronyinnak a nevét vette fel.

## MiG-repülőgépek

### Sorozatgyártású repülőgépek
- MiG–1 (1940)
- MiG–3 (1941)
- MiG–5 (1942)
- MiG–7 (1944)
- MiG–9 (1947)
- MiG–15 (1948)
- MiG–17 (1954)
- MiG–19 (1955)
- MiG–21 (1960)
- MiG–23 (1970)
- MiG–25 (1970)
- MiG–27 (1975)
- MiG–29 (1983)
- MiG–31 (1983)
- MiG–33 (1989) – MiG–29M típusjellel is ismert
- MiG–35 (2005) – MiG–29MRCA típusjellel is ismert

### Kísérleti repülőgépek
- MiG–8 (1945)

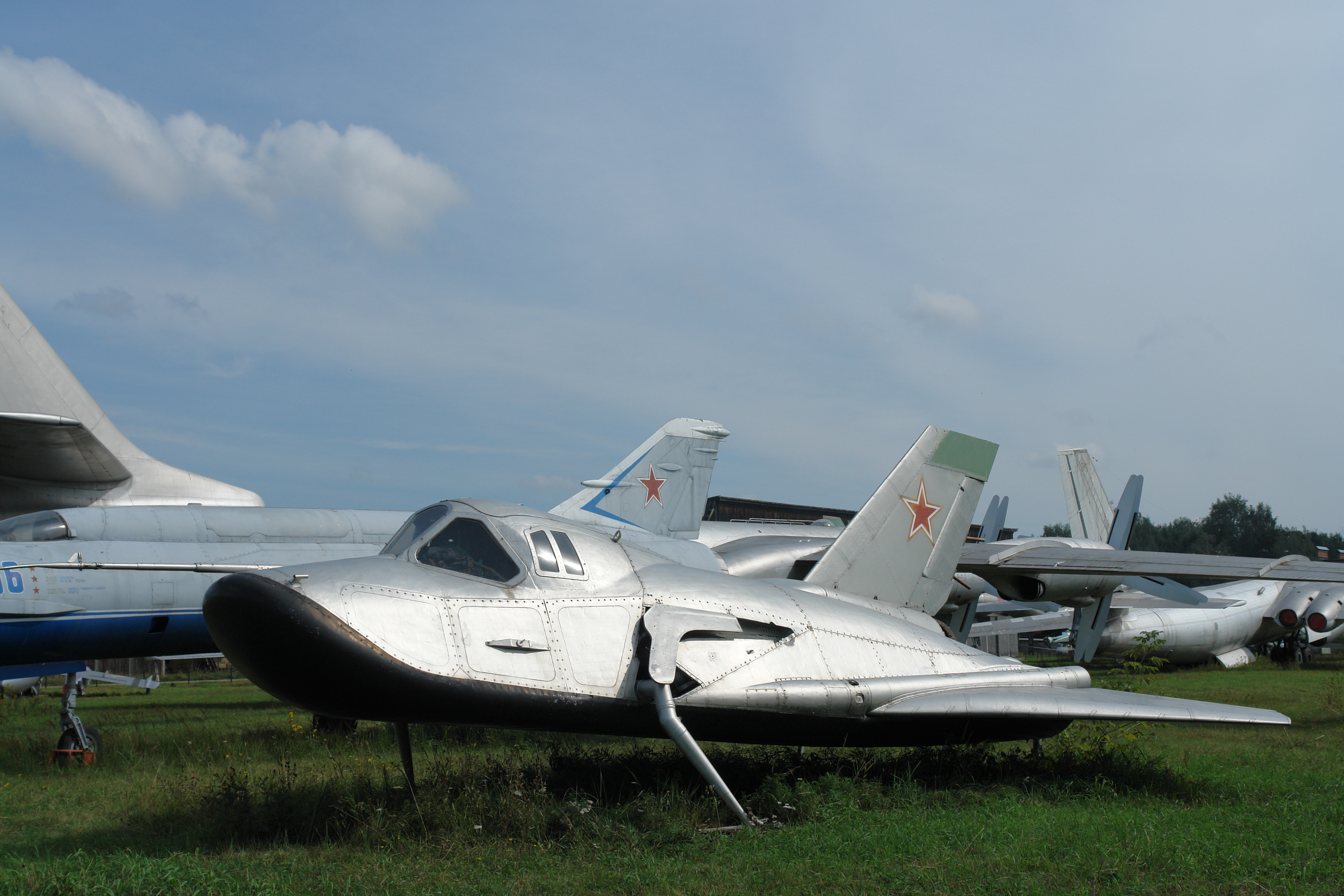
MiG–105 Szpiral

- MiG I–250 (N) (1945) –  MiG–13 néven is ismert
- MiG I–270 (1946)
- MiG-23 (1960) – később Je–8-ra nevezték át
- MiG–AT (1992)
- MiG–110 (1995)
- MiG 1.44/1.42-es gyártmány (1986–2000)
- MiG LFI
- MiG–105 Szpiral (1965) – kísérleti űrsikló
- MiG ARA–107

## Külső hivatkozások
- A MiG Oroszországi Repülőgépgyártó Vállalat honlapja (oroszul) Archiválva 2007. március 12-i dátummal a Wayback Machine-ben
- A MiG repülőgépek fotói